# Катастрофа Ту-104 под Иркутском (1963)
Катастрофа Ту-104 под Иркутском (1963) — авиационная катастрофа, произошедшая утром в субботу 13 июля 1963 года у Иркутска. Авиалайнер Ту-104Б авиакомпании «Аэрофлот» выполнял международный рейс SU-012 по маршруту Пекин — Иркутск — Москва, но при заходе на посадку в Иркутском аэропорту лайнер зацепил ОВИ, отскочил от земли, после чего рухнул на землю и полностью разрушился. Погибли 33 человека на борту самолёта — 27 пассажиров и 8 членов экипажа.

## Самолёт
Ту-104Б с бортовым номером 42492 (заводской — 021605, серийный — 16-05) был выпущен Казанским авиазаводом 26 августа 1960 года, а к 11 октября был передан Восточно-Сибирскому территориальному управлению гражданского воздушного флота. Его салон имел пассажировместимость на 100 мест. На момент катастрофы самолёт имел 2497 часов налёта и 1138 посадок.

## Экипаж
Пилотировал самолёт экипаж из 207-го (Шереметьевского) лётного отряда Международной авиагруппы Московского управления транспортной авиации гражданского воздушного флота (МУТА ГВФ). Состав его был следующий:
- Командир воздушного судна (КВС) — Владилен Иванович Блохин;
- Второй пилот — Генрих Иванович Фролов;
- Штурман — Иван Максимович Горбачев;
- Бортмеханик— Василий Ипатович Стефаненков;
- Бортрадист — Александр Николаевич Талов;
- В салоне самолёта работали три стюардессы:
  - Людмила Ивановна Волкова;
  - Нина Ивановна Тихонова;
  - Лидия Николаевна Эверстова (Северюхина).

## Хронология событий
Самолёт выполнял международный рейс SU-012 по маршруту Пекин—Москва с промежуточной посадкой в Иркутске. В 02:49 МСК Ту-104 вылетел из Пекинского аэропорта и после набора высоты занял эшелон 9000 метров. На его борту находились 27 пассажиров: 20 взрослых и 7 детей.
| Страна       | Пассажиры | Экипаж | Всего |
| ------------ | --------- | ------ | ----- |
| Албания      | 7         | 0      | 7     |
| СССР         | 5         | 8      | 13    |
| Чехословакия | 5         | 0      | 5     |
| Китай        | 3         | 0      | 3     |
| Колумбия     | 3         | 0      | 3     |
| ГДР          | 2         | 0      | 2     |
| Польша       | 2         | 0      | 2     |
| Итого        | 27        | 8      | 35    |

Небо над Иркутском было затянуто дождевыми облаками с нижней границей 130 метров (по приборам, экипажи самолётов указывали на 160—я170 метров), дул слабый северо-западный ветер, шёл слабый дождь, а видимость составляла 3500 метров. То, что нижняя граница облаков составляла 130 метров, уже было ниже метеорологического минимума для Иркутского аэропорта. Тем не менее, руководитель полётов принял решение о посадке рейса 012 в Иркутске. В связи с этим ГРДП Иркутска дал разрешение экипажу на снижение до высоты 3900 метров с выходом на район Голоустное. В 09:54 по местному времени (04:54 МСК) экипаж вышел на связь с иркутским КДП и доложил о пролёте Голоустного, на что получил разрешение снижаться до высоты 2100 метров и выполнять прямой заход на посадку по магнитному курсу 294°. Были переданы и сведения о погоде.
В 10:00:30 в процессе снижения экипаж вышел на связь с диспетчером старта (ДПСП) и доложил о прохождении высоты 1200 метров и снижении до 800 метров. В ответ диспетчер старта доложил, что самолёт находится в 30 километрах от аэропорта, а также подтвердил ранее полученные экипажем условия посадки. Но, давая сведения о погоде, диспетчер намеренно завысил значение нижней границы облачности по сравнению с фактической. Хотя этим данным противоречили другие данные, полученные от диспетчера КДП, командир не стал их сравнивать, а потому не потребовал назвать ему фактическую высоту облачности, которая на тот момент составляла уже 100 метров. В 10:03 самолёт был на высоте 500 метров, когда ДПСП передал: «Удаление 13 километров, правее 150 метров, возьмите курс 292°, пока без снижения», а в 10:04: «Удаление 9 километров, возьмите курс 292°, опять вправо уклонились, снижайтесь на дальнюю 280 метров». В 10:04:21, когда авиалайнер был в 7 километрах от ВПП, экипаж получил указание увеличить скорость снижения, так как он находился выше глиссады. В 10:04:35 диспетчер повторил указание увеличить скорость снижения, при этом удаление уже было 6 километров. С самолёта подтвердили получение информации, что стало последним сообщением от экипажа. Через несколько секунд диспетчер передал: «Удаление 5 км, на курсе, на глиссаде сию».
Через полминуты диспетчер ДПСП увидел на экране посадочного радиолокатора (ПРЛ), что самолёт после того, как прошёл отметку удаления в 3 километра, начал резко снижаться. Тогда в 10:05:25 диспетчер сообщил: «Резко не снижайтесь, прекратите снижение!», но никто не ответил, а засветка самолёта почти сразу пропала.
Рекомендованная вертикальная скорость снижения на глиссаде составляла 5—6 м/с. Но когда самолёт прошёл ДПРМ на высоте 230 метров, вертикальная скорость возросла до 10 м/с. Также двигатели были переведены на малый газ. Ту-104 вышел из облаков на высоте 110—120 метров относительно уровня аэродрома и всего в 60—70 метрах над расположенной под ним местностью. Увидев, что земля в опасной близости, пилоты потянули штурвалы «на себя», а также увеличили режим двигателей. Но так как двигатели Ту-104 имеют низкую приёмистость, то они не успели создать нужную тягу.
В 2450 метрах от торца ВПП (между ДПРМ и БПРМ) и на высоте 63 метра относительно уровня аэродрома Ту-104 зацепился стойкой шасси и правым внутренним закрылком за седьмую опору огней высокой интенсивности (ОВИ). Затем обеими тележками основного шасси и хвостовой частью авиалайнер ударился о встречный склон возвышенности, подскочил в воздух, пролетел ещё 700 метров, разворачиваясь на левое крыло, после чего врезался в землю в 1880 метрах от торца ВПП и в 240 метрах левее её оси. Также по пути он снёс ещё и восьмую опору огней. Самолёт полностью разрушился и сгорел. В катастрофе погибли 33 человека: весь экипаж (8 человек) и 25 пассажиров. Среди погибших был посол Албании в КНР с женой, а также другие сотрудники посольства. Выжили только 2 пассажира гражданства СССР.

## Причины
Согласно выводам госкомиссии, управление воздушным движением велось с грубыми нарушениями правил и инструкций. Самолёт принимался на закрытый аэродром при высоте облачности гораздо ниже минимума, а диспетчеры передавали намеренно завышенные её значения, хотя в данной ситуации требовалось отправлять экипаж на запасной аэродром. Сам командир экипажа, получая неверные сведения, которые не сходились с реальной погодой, не стал требовать точных сведений о фактической погоде. По мнению комиссии, дезинформированный диспетчерами экипаж после пролёта ДПРМ намеренно увеличил вертикальную скорость снижения, чтобы поскорее выйти из облаков. Выход из облаков произошёл в опасной близости от земли, когда уже не было запаса высоты на выход из снижения.
После опубликования выводов госкомиссии прокуратура арестовала смену диспетчеров и возбудила уголовное дело. Однако назначенная прокуратурой техническая экспертиза полностью опровергла выводы, что виноваты экипаж и авиадиспетчеры. С них сняли обвинения о нарушении установленного метеорологического минимума, так как экспертиза показала, что экипаж ввёл самолёт в резкое снижение не намеренно, а потому что в статическую проводку попала вода, что вызвало сбой показаний приборов о высоте, вертикальной и поступательной скоростях. В результате дезинформированный уже неверными показаниями приборов, экипаж снизил скорость на глиссаде, что и привело к дальнейшей аварийной ситуации, которая быстро перешла в катастрофическую.
ГОС НИИ ГВФ провёл собственную экспертизу, которая также оправдала диспетчеров. По её данным, столкновение с землёй произошло в точке, которая соответствовала нормальной высоте полёта по глиссаде 190 метров. При высоте облачности над местом катастрофы 160 метров (метеорологический минимум № 1, был подтверждён метеорологической комиссией) авиалайнеру требовалось преодолеть ещё 30 метров высоты, чтобы выйти из облаков. К тому же снижение с вертикальной скоростью 10 м/с должно было проводиться при поступательной скорости 150 км/ч, на что Ту-104 не способен, а экипаж намеренно не будет осуществлять такое крутое снижение, так как должен был осознавать, что это приведёт к аварийной ситуации.
По результатам данных экспертиз был сделан вывод, что действия диспетчеров не явились причиной катастрофы. В связи с этим, уголовное дело прекратили, но тем не менее, смену диспетчеров уволили со службы за то, что они не направили самолёт на запасной аэродром и передавали экипажу завышенные значения высоты облачности.